# Kráľ
Kráľ este o comună slovacă, aflată în districtul Rimavská Sobota din regiunea Banská Bystrica. Localitatea se află la altitudinea de 169 m deasupra n.m., se întinde pe o suprafață de 11,08 km2 și în 2017 număra 970 de locuitori. Se învecinează cu Riečka, Rimavská Sobota și Chanava.

## Istoric
Localitatea Kráľ este atestată documentar din 1282.

## Demografie
| An:                | 1994 | 2004   | 2014   | 2024   |
| ------------------ | ---- | ------ | ------ | ------ |
| Număr de persoane: | 909  | 925    | 968    | 932    |
| Diferență:         |      | +1,76% | +4,64% | −3,71% |

| An:                | 2023 | 2024   |
| ------------------ | ---- | ------ |
| Număr de persoane: | 934  | 932    |
| Diferență:         |      | −0,21% |